# Lista de exploradores
Esta é uma lista de exploradores.
| Nome                                         | Nacionalidade                               | Século         | Área explorada |
| -------------------------------------------- | ------------------------------------------- | -------------- | --- |
| Charles Albanel                              | francês                                     | XVVX           | Canadá |
| Afonso de Albuquerque                        | português                                   | XVI            | Ásia |
| Edwin "Buzz" Aldrin                          | norte-americano                             | XX             | a Lua |
| Pêro de Alenquer                             | português                                   | XV             | Oceano Índico |
| Gonçalo Álvares                              | português                                   | XV             | Ilha de Gonçalo Álvares, Namibia |
| William "Bill" Anders                        | norte-americano                             | XX             | primeiro a viajar para a Lua |
| Charles John Andersson                       | sueco                                       | XIX            | África do Sul |
| Fernão Pires de Andrade                      | português                                   | XV             | China sob a dinastia Ming |
| Benedict Allen                               | britânico                                   | XX/XXI         | vários |
| Diego de Almagro                             | espanhol                                    | XVI            | Peru, Chile |
| Francisco de Almeida                         | português                                   | XVI            | Índia |
| Pedro de Alvarado                            | espanhol                                    | XVI            | México, Guatemala, Honduras |
| Francisco Álvares                            | português                                   | XVI            | Etiópia |
| Jorge Álvares                                | português                                   | XVI            | China |
| Roald Amundsen                               | norueguês                                   | início do XX   | Polo Sul, Antártica, Passagem do Noroeste |
| António de Andrade                           | português                                   | XVI/XVI        | Índia, Tibete |
| Henryk Arctowski                             | polonês                                     | XX             | Antártica, América do Sul |
| Salomon August Andrée                        | sueco                                       | XIX            | Ártico |
| Roy Chapman Andrews                          | americano                                   | XX             | China, Mongólia |
| Neil Armstrong                               | americano                                   | XX             | Lua (primeiro homem na Lua) |
| Ingólfur Arnarson                            | viquingue                                   | 9              | Islândia |
| Väinö Auer                                   | finlandês                                   | XX             | Terra do Fogo e Patagónia |
| Diogo de Azambuja                            | português                                   | XV             | Costa da África Ocidental |
| António de Abreu                             | português                                   | XVI            | Timor e Ilhas Banda |
| Lourenço de Almeida                          | português                                   | XV             | Chaul |
| José Alberto de Oliveira Anchieta            | português                                   | XIX            | Ilha de Gonçalo Álvares |
| Fernão Pires de Andrade                      | português                                   | XV             | China sob Dinastia Ming |
| Pêro de Ataíde                               | português                                   | XVI/XVII       | Oceano Índico |
| Vasco de Ataíde                              | português                                   | XVI/XVII       | Índia, Tibete |
| Duarte Barbosa                               | português                                   | XV/XVI         | embarcou na primeira Circum-navegação |
| George Back                                  | britânico                                   | XIX            | Ártico canadiano Khoa |
| William Baffin                               | britânico                                   | XVII           | Passagem do Noroeste |
| Samuel Baker                                 | britânico                                   | XIX            | África |
| Vasco Núñez de Balboa                        | espanhol                                    | XVI            | Panamá, 'descobriu' o Oceano Pacífico |
| Robert Ballard                               | norte-americano                             | XX             | naufrágios como o do Titanic |
| Joseph Banks                                 | britânico                                   | XVIII          | Terra Nova e Labrador, Pacífico Sul |
| Duarte Barbosa                               | português                                   | XV             | Império Monomotapa |
| Giosafat Barbaro                             | italiano                                    | XV             | Mar Negro, Oriente Próximo |
| Pêro de Barcelos                             | português                                   | XV/XVI         | América do Norte |
| Afonso Gonçalves Baldaia                     | português                                   | XV             | Saara Ocidental |
| Willem Barentsz                              | neerlandês                                  | XVI            | Passagem do Nordeste, Nova Zembla, Svalbard |
| Heinrich Barth                               | alemão                                      | XIX            | África central e norte |
| Robert Bartlett                              | canadiano                                   | início do XX   | Ártico |
| George Bass                                  | anglo-australiano                           | XVIII          | Austrália |
| Henry Walter Bates                           | britânico                                   | XIX            | Amazônia |
| Ibne Batuta                                  | merínida                                    | XIV            | África, Ásia Central, China, Europa, Subcontinente indiano, Oriente Médio, Rússia, Sudeste Asiático                                                                                                  |
| Nicolas Baudin                               | francês                                     | XVIII          | Austrália |
| William Beebe                                | norte-americano                             | XX             | mar profundo |
| Fabian Gottlieb von Bellingshausen           | germano-báltico                             | XIX            | Antártica |
| Joseph René Bellot                           | francês                                     | XIX            | Ártico |
| Benjamin de Tudela                           | navarro                                     | XII            | Síria, Palestina, Bagdá, Pérsia, Península Arábica |
| Móric Benyovszky                             | húngaro                                     | XVIII          | Norte do Oceano Pacífico |
| Vitus Bering                                 | dinamarquês                                 | XVIII          | Nordeste do Oceano Pacífico |
| Hiram Bingham III                            | norte-americano                             | XX             | Machu Picchu, Peru |
| John Blashford-Snell                         | britânico                                   | XX/XXI         | vários |
| Adriaen Block                                | neerlandês                                  | início do XVII | Costa Leste dos Estados Unidos |
| Juan Francisco de la Bodega y Quadra         | espanhol                                    | XVIII          | Pacífico Noroeste |
| Vittorio Bottego                             | italiano                                    | XIX            | Somália |
| Pierre Savorgnan de Brazza                   | italiano/francês                            | XIX            | Congo |
| São Brandão                                  | irlandês                                    | VI             | Oceano Atlântico, Islândia |
| Jim Bridger                                  | norte-americano                             | XIX            | Oeste dos Estados Unidos |
| James Bruce                                  | britânico                                   | XVIII          | Argélia, Oriente Médio, Egito |
| William S. Bruce                             | britânico                                   | início do XX   | Antártica |
| Étienne Brûlé                                | francês                                     | XVII           | Canadá |
| Lafayette Bunnell                            | norte-americano                             | XIX            | Yosemite Valley |
| Johann Ludwig Burckhardt                     | suíço                                       | XIX            | Oriente Médio, Sudão |
| Robert O'Hara Burke                          | irlandês                                    | XIX            | Austrália |
| Frederick Russell Burnham                    | americano                                   | XIX/XX         | África, México |
| Richard Francis Burton                       | britânico                                   | XIX            | África Oriental |
| José de Bustamante y Guerra                  | espanhol                                    | XVIII          | Oceano Pacífico |
| Richard E. Byrd                              | americano                                   | XX             | Polo Norte, Antártica |
| Álvar Núñez Cabeza de Vaca                   | espanhol                                    | XVI            | Sudoeste dos Estados Unidos, México, Argentina |
| John Cabot                                   | italiano                                    | XV             | América do Norte (Canadá) |
| Sebastian Cabot                              | italiano                                    | XV             | Passagem do Noroeste |
| Pedro Álvares Cabral                         | português                                   | XV/XVI         | Brasil, Madagáscar |
| João Rodrigues Cabrilho                      | português                                   | XVI            | Califórnia |
| Alvise Cadamosto                             | italiano                                    | XV             | ilhas do Cabo Verde |
| René Caillié                                 | francês                                     | XIX            | Norte da África |
| Álvaro Caminha                               | português                                   | XV             | ilhas de São Tomé e Príncipe |
| Pêro Vaz de Caminha                          | português                                   | XV             | Brasil |
| Diogo Cão                                    | português                                   | XV             | costa oeste da África (incluindo o Rio Congo) |
| Hermenegildo de Brito Capelo                 | português                                   | XIX            | Continente africano |
| João de Castro                               | português                                   | XV             | Índia, Península Árabe & Mar Vermelho |
| Alberto del Canto                            | português                                   | XV/XVI         | Nordeste do México |
| João Cabral                                  | português                                   | XVI            | Butão e Nepal |
| Estêvão Cacella                              | português                                   | XVI            | Himalaia |
| John Carpini                                 | italiano                                    | 13             | Ásia Central, Mongólia |
| Juan Carrasco                                | espanhol                                    | XVIII          | Noroeste Pacífico |
| Jan Carstensz                                | holandês                                    | XVII           | costa da Nova Guiné, Golfo de Carpentária |
| Jacques Cartier                              | francês                                     | XVI            | Rio St. Lawrence |
| René-Robert Cavelier                         | francês                                     | XVII           | baía do Rio Mississipi |
| Thomas Cavendish                             | britânico                                   | XVI            | Virginia, costa do Pacífico da América Central e América do Sul |
| Samuel de Champlain                          | francês                                     | XVI/XVII       | Quebeque, Grandes Lagos |
| Jean Chardin                                 | francês                                     | XVII           | Pérsia, Índia |
| Fletcher Christian                           | britânico                                   | XVIII          | Polinésia |
| Hugh Clapperton                              | britânico                                   | início do XIX  | oeste e centro da África |
| William Clark                                | norte-americano                             | início do XIX  | Oeste dos Estados Unidos |
| Gonçalo Coelho                               | português                                   | XV/XVI         | Costa da América do Sul |
| Nicolau Coelho                               | português                                   | XV             | Brasil |
| Nicolau Coelho                               | português                                   | XV             | Rio São Francisco |
| Frank Cole                                   | canadiano                                   | XX             | Saara |
| Cristóvão Colombo                            | italiano                                    | XV/XVI         | Caraíbas |
| George Comer                                 | norte-americano                             | XIX/XX         | Ártico |
| Niccolò Da Conti                             | italiano                                    | início do XV   | Índia, Sul da Ásia |
| Frederick Cook                               | americano                                   | XIX/XX         | Ártico |
| James Cook                                   | britânico                                   | XVIII          | Australásia, Oceania |
| Francisco Vázquez de Coronado                | espanhol                                    | XVI            | Novo México |
| Diogo Álvares Correia                        | português                                   | XVI            | Brasil |
| Gaspar Côrte-Real                            | português                                   | XVI            | Terra Nova, Gronelândia |
| João Côrte-Real                              | português                                   | fim do XV      | Açores, Terra Nova |
| Miguel Côrte-Real                            | português                                   | XVI            | Terra Nova, Massachusetts |
| Hernán Cortés                                | espanhol                                    | XVI            | México |
| Juan de la Cosa                              | espanhol                                    | XV/XVI         | Caribe, América do Sul |
| Thomas Coulter                               | irlandês                                    | XIX            | México, Alta Califórnia |
| Jacques-Yves Cousteau                        | francês                                     | XX             | mar profundo |
| Pêro da Covilhã                              | português                                   | XV/XVI         | Índia, Etiópia |
| Tom Crean                                    | irlandês                                    | XX             | Antártica |
| Andrew Croft                                 | inglês                                      | XX             | Ártico |
| Tristão da Cunha                             | português                                   | XVI            | Ilhas Tristão da Cunha |
| Jeremy Curl                                  | britânico                                   | XX             | Continente africano |
| Chang Chun                                   | Chinese                                     | XIII           | Ásia Central, Mongólia |
| William Dampier                              | inglês                                      | XVII/XVIII     | Austrália, Panamá, outros |
| Ripley Davenport                             | britânico                                   | XXI            | Mongólia |
| Isaac Davis                                  | britânico                                   | XVIII          | Havaí |
| Adrien de Gerlache                           | belga                                       | XIX/XX         | Antártica, Ártico |
| Pierre-Jean De Smet                          | belga                                       | XIX            | América do Norte |
| Bartolomeu Dias                              | português                                   | XV             | África |
| Dinis Dias                                   | português                                   | XV             | África Arguim Cabo Verde |
| Diogo Dias                                   | português                                   | XVI            | Madagáscar |
| Dicuil                                       | irlandês                                    | VIII           | Inglaterra, Escócia |
| Karl von Ditmar                              | germano-báltico                             | XIX            | Kamchatka |
| Francis Drake                                | inglês                                      | XVI            | Caribe, costa do Pacífico na América do Norte |
| Gil Eanes                                    | português                                   | XV             | costa norte da África Ocidental |
| Juan Sebastián Elcano                        | espanhol                                    | XVI            | completou a circum-navegação de Fernão de Magalhães |
| Francisco de Eliza                           | espanhol                                    | XVIII          | Estreito de Juan de Fuca e Estreito de Geórgia |
| Érico, o Vermelho                            | viquingue                                   | X              | Gronelândia |
| Leif Ericson                                 | viquingue                                   | início do XI   | Vinlândia (Terra Nova) |
| Pedro Escobar                                | português                                   | XV             | ilhas São Tomé e Príncipe |
| Eudoxo de Cizico                             | grego antigo                                | II a.C.        | Oceano Índico, tentou circum-navegar a África |
| Eutimenes                                    | grego antigo                                | VI a.C.        | costa da África ocidental |
| George Everest                               | britânico                                   | XIX            | Índia |
| Evliya Çelebi                                | otomano                                     | XVII           | Turquia, Egito, África e Europa |
| Amade ibne Fadalane                          | abássida                                    | 10             | Europa Oriental, Oriente Médio, Rússia, Escandinávia |
| Edmund Fanning                               | norte-americano                             | XVIII/XIX      | Oceania |
| Ibn Farrukh                                  | andalusino                                  | X              | Oceano Atlântico, Ilhas Canárias |
| Percy Harrison Fawcett                       | britânico                                   | XX             | Floresta Amazônica |
| Sir Ranulph Fiennes                          | britânico                                   | XX/XXI         | Ártico, Antártica |
| Álvaro Fernandes                             | português                                   | XV             | costa da África Ocidental |
| Baltasar Fernandes                           | português                                   | XVII           | Brasil |
| Duarte Fernandes                             | português                                   | XVI            | Tailândia |
| Salvador Fidalgo                             | espanhol                                    | XVIII          | Noroeste Pacífico |
| Matthew Flinders                             | britânico                                   | XVIII/XIX      | Austrália, Tasmânia |
| Alexander Forbes                             | britânico                                   | XIX            | Califórnia |
| Peter Forsskål                               | sueco                                       | XVIII          | Península Arábica |
| John Franklin                                | britânico                                   | XIX            | Passagem do Noroeste |
| John C. Frémont                              | Norte-americano                             | XIX            | Oregon Trail, Sierra Nevada |
| Marc-Joseph Marion du Fresne                 | francês                                     | XVIII          | Oceania |
| Louis de Freycinet                           | francês                                     | XIX            | Austrália Ocidental, Oceania |
| Martin Frobisher                             | britânico                                   | XVI            | Passagem do Noroeste, Canadá |
| Juan de Fuca                                 | greco-espanhol                              | XVI            | Estreito de Juan de Fuca, Canadá–Estados Unidos |
| Xu Fu                                        | chinês                                      | III a.C.       | Japão |
| Vivian Fuchs                                 | britânico                                   | XX             | Antártica |
| Alfons Gabriel                               | austríaco                                   | XX             | Irão |
| Dionisio Alcalá Galiano                      | espanhol                                    | XVIII          | Noroeste Pacífico |
| Yuri Gagarin                                 | russo                                       | XX             | Órbita da Terra |
| Juan Galindo                                 | espanhol de ascendência irlandesa e inglesa | XIX            | Mesoamérica (restos maias) |
| Estêvão da Gama (1470)                       | português                                   | XVI            | ilhas Trindade e Martim Vaz, Oceano Índico |
| Paulo da Gama                                | português                                   | XV             | caminho marítimo da Europa para a Índia |
| Vasco da Gama                                | português                                   | XV/XVI         | caminho marítimo da Europa para a Índia |
| Pedro Sarmiento de Gamboa                    | espanhol                                    | XVI            | Ilhas Salomão |
| Thomas Gann                                  | irlandês                                    | XIX/XX         | Mesoamérica (restos maias) |
| Aleixo Garcia                                | português                                   | XVI            | Brasil, Paraguai e Bolívia |
| Francis Garnier                              | francês                                     | XIX            | Rio Mekong |
| Pierre Gaultier de Varennes                  | francês canadiano                           | XVIII          | interior da América do Norte |
| Romolo Gessi                                 | italiano                                    | XIX            | Rio Nilo, Sudão |
| Ernest Giles                                 | australiano                                 | XIX            | central Austrália |
| André Gonçalves                              | português                                   | XV/XVI         | Brasil |
| Antão Gonçalves                              | português                                   | XV             | costa da África Ocidental |
| Lopes Gonçalves                              | português                                   | XV             | Oceano Atlântico |
| James Augustus Grant                         | britânico                                   | XIX            | leste da África |
| João Grego                                   | português                                   | XV             | costa africana |
| Juan de Grijalva                             | espanhol                                    | XVI            | México, Nicarágua |
| Gonzalo Guerrero                             | espanhol                                    | XVI            | Yucatán Peninsula |
| Charles Gwynn                                | britânico                                   | XIX/XX         | Sudão |
| Hanão                                        | cartaginês                                  | 6 a.C.         | costa da África Ocidental |
| Hannu                                        | egípcio antigo                              | c. 2750 a.C.   | África Oriental |
| Heródoto                                     | grego antigo                                | c.484-425 a.C. | Oriente Médio, Norte da África |
| Gonzalo López de Haro                        | espanhol                                    | XVIII          | Noroeste Pacífico |
| Alfred Harrison                              | inglês                                      | XX             | Ártico |
| Dirk Hartog                                  | neerlandês                                  | XVII           | Costa da Austrália Ocidental |
| Ahmed Pasha Hassanein                        | egípcio                                     | XX             | Oweinat e Saara |
| Ferdinand Vandeveer Hayden                   | norte-americano                             | XIX            | Montanhas Rochosas e Oeste dos Estados Unidos |
| Bruno de Heceta                              | espanhol                                    | XVIII          | Noroeste Pacífico |
| Sven Hedin                                   | sueco                                       | XIX/XX         | Ásia Central |
| Matthew Alexander Henson                     | norte-americano                             | XX             | Ártico |
| Louis Hennepin                               | belga/francês                               | XVII           | interior da América do Norte |
| William Lewis Herndon                        | norte-americano                             | XIX            | Amazônia |
| Bjarni Herjulfsson                           | viquingue                                   | X              | América do Norte |
| Thor Heyerdahl                               | norueguês                                   | XX             | viagens oceânicas |
| Sir Edmund Hillary                           | neozelandês                                 | XX             | Monte Everest, Antártica |
| Himilcão                                     | cartaginês                                  | VI a.C.        | costa noroeste da Europa |
| Hípalo                                       | grego antigo                                | I a.C.         | Oceano Índico |
| Clement Hodgkinson                           | britânico                                   | XIX            | Nova Gales do Sul (Austrália) |
| Emil Holub                                   | checo                                       | XIX            | África |
| Hong Bao                                     | chinês                                      | XV             | Sul e Sudeste da Ásia, Oriente Médio, costa da África Oriental |
| Robert Hottot                                | francês                                     | XX             | Rio Congo |
| Cornelis de Houtman                          | neerlandês                                  | XVI            | rota marítima da Europa para a Indonésia |
| Frederick de Houtman                         | neerlandês                                  | XVI/XVII       | Costa oriental da Austrália |
| William Hovell                               | britânico                                   | XIX            | sul de Nova Gales do Sul |
| Henry Hudson                                 | britânico                                   | XVII           | Passagem do Noroeste, rio Hudson e baía de Hudson |
| Alexander von Humboldt                       | alemão                                      | XIX            | América Latina, Sibéria |
| Hamilton Hume                                | australiano                                 | XIX            | interior da Austrália |
| James S. Hutchinson                          | norte-americano                             | XX             | Sierra Nevada (Estados Unidos) |
| Hyecho                                       | coreano                                     | VIII           | Índia, Pérsia e Ásia Central |
| João Infante                                 | português                                   | XV             | Costa da África |
| Roberto Ivens                                | português                                   | XIX            | Interior da África |
| Helge Ingstad                                | norueguês                                   | XX             | Terra Nova, Gronelândia, Alasca |
| Jaime da Irlanda                             | irlandês                                    | XIV            | Samatra e China |
| Willem Janszoon                              | neerlandês                                  | XVII           | Austrália (Queensland) |
| Anony Jenkinson                              | britânico                                   | XVI            | Czarado da Rússia, Pérsia |
| Louis Jolliet                                | francês                                     | XVII           | Rio Mississipi |
| Friar Julian                                 | húngaro                                     | XIII           | Bulgária do Volga |
| Thorfinn Karlsefni                           | islandês                                    | início do XI   | Vinlândia |
| Johann Karl Ehrenfried Kegel                 | alemão                                      | XIX            | Kamchatka |
| George Kennan                                | norte-americano                             | XIX/XX         | Rússia |
| Edmund Kennedy                               | britânico/australiano                       | XIX            | Austrálian interior |
| Khashkhash ibn Saeed ibn Aswad               | andaluz                                     | IX             | Oceano Atlântico (possibly Americas) |
| Amyr Klink                                   | brasileiro                                  | XX             | Antártica |
| Ferdinand Konščak                            | croata                                      | XVII           | Península da Baixa Califórnia |
| Otto von Kotzebue                            | germano-báltico                             | XIX            | Oceano Pacífico |
| Pyotr Kozlov                                 | russo                                       | início do XX   | Mongólia, Tibete |
| Adam Johann von Krusenstern                  | germano-báltico                             | XIX            | Primeira Circum-navegação Russa |
| Alexander Gordon Laing                       | britânico                                   | início do XIX  | África Ocidental (rio Níger e Tombuctu) |
| Richard Lemon Lander                         | britânico                                   | início do XIX  | África Ocidental (rio Níger e rio Benué) |
| Grigori Ivanovitch Langsdorff                | alemão                                      | início do XIX  | Brasil |
| Jean-François de Galaup, conde de La Pérouse | francês                                     | XVIII          | Círculo do Pacífico |
| Anthony de la Roché                          | britânico                                   | XVII           | Antártica |
| João Fernandes Lavrador                      | português                                   | XV/XVI         | Labrador |
| Joseph N. LeConte                            | norte-americano                             | XX             | Sierra Nevada (Estados Unidos) |
| Albert von Le Coq                            | alemão                                      | XIX/XX         | Ásia Central |
| John Ledyard                                 | norte-americano                             | XVIII          | Australásia, Oceania, Rússia |
| Miguel López de Legazpi                      | espanhol                                    | XVI            | Filipinas |
| Ludwig Leichhardt                            | alemão                                      | XIX            | Interior da Austrália |
| Jacob Le Maire                               | neerlandês                                  | XVII           | Pacífico Sul (Cabo Horn, Tonga, Wallis e Futuna) |
| Gaspar de Lemos                              | português                                   | XV             | Brasil |
| Dragutin Lerman                              | croata                                      | XIX/XX         | Congo |
| Meriweer Lewis                               | americano                                   | XVIII/XIX      | Oeste dos Estados Unidos |
| St. George Littledale                        | britânico                                   | XIX            | Ásia Central e América do Norte |
| David Livingstone                            | britânico                                   | XIX            | África Austral e África Oriental |
| Louis-Philippe Loncke                        | belga                                       | XIX            | Austrália e Islândia |
| Alexander Mackenzie                          | canadiano                                   | XVIII/XIX      | Canadá |
| Fernão de Magalhães                          | português                                   | XV/XVI         | circum-navegação, Filipinas |
| Alessandro Malaspina                         | italiano-espanhol                           | XVIII          | Oceano Pacífico |
| Teoberto Maler                               | alemão-italiano                             | XIX            | Mesoamérica e civilização maia |
| George Mallory                               | britânico                                   | início do XIX  | Monte Everest |
| Lancelotto Malocello                         | italiano                                    | XIII/XIV       | Lanzarote (Ilhas Canárias) |
| Albert Hastings Markham                      | britânico                                   | XIX            | Ártico |
| Lourenço Marques                             | português                                   | XVI            | Moçambique |
| Jacques Marquette                            | francês                                     | XVII           | Rio Mississipi |
| Álvaro Martins                               | português                                   | XV             | Newfoundland, Cabo da Boa Esperança |
| Pedro Mascarenhas                            | português                                   | XVI            | Oceano Índico, Diego Garcia |
| John Minor Maury                             | americano                                   | XIX            | Região de Darién |
| Douglas Mawson                               | australiano                                 | XX             | Antártida |
| Álvaro de Mendaña                            | espanhol                                    | XVI            | Oceano Pacífico |
| Cristóvão de Mendonça                        | português                                   | XVI            | Ásia Oriental, Australásia |
| Archibald Menzies                            | britânico                                   | XVIII/XIX      | Oceano Pacífico, circum-navegação |
| Nicholas Miklouho-Maclay                     | russo                                       | XIX            | Nova Guiné |
| Thomas Mitchell                              | britânico                                   | XIX            | Interior da Austrália |
| Richard Mohun                                | norte-americano                             | XIX/XX         | Estado Livre do Congo |
| George Fletcher Moore                        | irlandês                                    | XIX            | Austrália |
| John Moresby                                 | britânico                                   | XIX            | Costa do Território de Papua |
| Henri Mouhot                                 | francês                                     | XIX            | Sudeste Asiático |
| Francisco Antonio Mourelle                   | espanhol                                    | XVIII          | Noroeste Pacífico e Oceano Pacífico |
| Gustav Nachtigal                             | alemão                                      | XIX            | África |
| Naddoddur                                    | norueguês                                   | IX             | Islândia |
| Fridtjof Nansen                              | norueguês                                   | XIX/XX         | Ártico |
| José María Narváez                           | espanhol                                    | XVIII          | Noroeste Pacífico |
| Nearco                                       | grego                                       | IV a.C.        | Mar Arábico, Golfo Pérsico |
| Nehsi                                        | egipcio                                     | XV a.C.        | Punt |
| Arur Henry Neumann                           | inglês                                      | XIX            | África |
| Jean Nicolet                                 | francês                                     | XVII           | Território do Noroeste (Estados Unidos) |
| Joseph Nicollet                              | francês/norte-americano                     | XIX            | Rios Mississipi e Missuri |
| Afanasiy Nikitin                             | russo                                       | XV             | Índia |
| António de Noli                              | português                                   | XV             | Cabo Verde |
| Adolf Erik Nordenskiöld                      | finlandês/sueco                             | XIX            | Ártico |
| Tenzing Norgay                               | nepalês                                     | XX             | Monte Everest |
| Fernão de Noronha                            | português                                   | XV/XVI         | Oceano Atlântico |
| João da Nova                                 | português                                   | XVI            | Oceanos Atlântico e Índico |
| Paulo Dias de Novais                         | português                                   | XVI            | Angola |
| Nain Singh Rawat (irmãos Pundit)             | indiano                                     | XIX            | Tibete, Himalaias e Ásia Central |
| Sebastián de Ocampo                          | espanhol                                    | início do XV   | Caraíbas, Golfo do México |
| Odorico de Pordenone                         | italiano                                    | início do XIV  | Pérsia, Índia e China |
| Peter Skene Ogden                            | canadiano                                   | início do XIX  | Rio Snake, Oeste dos Estados Unidos |
| Juan de Oñate                                | espanhol                                    | XVI            | Sudoeste dos Estados Unidos |
| Francisco de Orellana                        | espanhol                                    | XVI            | América do Sul, rio Amazonas |
| John Oxley                                   | britânico                                   | início do XIX  | Austrália |
| Pedro Páez                                   | espanhol                                    | XVI/XVII       | Etiópia |
| Mungo Park                                   | britânico                                   | XVIII/XIX      | África Ocidental (rio Níger) |
| William Parry                                | britânico                                   | XIX            | Ártico |
| Robert Peary                                 | norte-americano                             | XIX/XX         | Ártico |
| Paul Pelliot                                 | francês                                     | XIX/XX         | Ásia Central |
| Duarte Pacheco Pereira                       | português                                   | XV             | Oceano Atlântico, Brasil |
| Bartolomeu Perestrelo                        | português                                   | XV             | Arquipélago da Madeira |
| Juan Pérez                                   | espanhol                                    | XVIII          | Noroeste Pacífico |
| Auguste Piccard                              | suíço                                       | XX             | Atmosfera e profundidades oceânicas |
| Jacques Piccard                              | suíço                                       | XX             | Profundidades oceânicas |
| Zebulon Pike                                 | americano                                   | início do XIX  | Compra da Louisiana (Estados Unidos) |
| Alonso Alvarez de Pineda                     | espanhol                                    | início do XVI  | Costa do Golfo dos Estados Unidos |
| Serpa Pinto                                  | português                                   | XIX            | África Austral |
| Fernão Mendes Pinto                          | português                                   | XVI            | Índia, Extremo Oriente, Japão |
| Martin Alonzo Pinzón                         | espanhol                                    | XV             | Caraíbas |
| Vicente Yáñez Pinzón                         | espanhol                                    | XV/XVI         | Caraíbas, Brasil |
| Luís Pires                                   | português                                   | XV             | Viagem ao Brasil (abortada) |
| Francisco Pizarro                            | espanhol                                    | XVI            | Hispaniola, Panamá, Peru |
| Fernão do Pó                                 | português                                   | XV             | Costa da África Ocidental |
| Marco Polo                                   | veneziano                                   | XIII/XIV       | China, Império Mongol |
| Juan Ponce de León                           | espanhol                                    | XV/XVI         | Florida |
| Peter Pond                                   | norte-americano                             | XVIII/XIX      | Interior do Canadá |
| Gaspar de Portolà                            | espanhol                                    | XVIII          | Alta e Baixa Califórnia |
| Panayotis Potagos                            | grego                                       | XIX            | África |
| John Wesley Powell                           | americano                                   | XIX            | Oeste dos Estados Unidos |
| Gavriil Pribylov                             | russo                                       | XVIII          | Ilhas Pribilof |
| Naaniel Hale Pryor                           | norte-americano                             | XIX            | Oeste dos Estados Unidos |
| Nikolai Przhevalsky                          | russo                                       | XIX            | Ásia Central |
| Pyeas                                        | grego antigo                                | IV a.C.        | Europa do Norte |
| Manuel Quimper                               | espanhol                                    | XVIII          | Noroeste Pacífico |
| Pedro Fernandes de Queirós                   | português                                   | XVI/XVII       | Oceania |
| John Rae                                     | britânico                                   | XIX            | Passagem do Noroeste, Arquipélago Ártico Canadiano |
| Sir Walter Raleigh                           | inglês                                      | XVI/XVII       | Virgínia, e rio Orinoco |
| Knud Rasmussen                               | dinamarquês                                 | XX             | Ártico |
| Piri Reis                                    | otomano                                     | XV/XVI         | Mar Mediterrâneo |
| Matteo Ricci                                 | italiano                                    | XVI            | China |
| Jacob Roggeveen                              | neerlandês                                  | XVIII          | !Pacífico Sul (Ilha da Páscoa) |
| Diogo Rodrigues                              | português                                   | XVI            | Ilhas Mascarenhas |
| Cândido Rondon                               | brasileiro                                  | XIX/XX         | Interior do Brasil (Bacia Amazónica) |
| James Clark Ross                             | britânico                                   | XIX            | Ártico e Oceano Antártico |
| Guilherme de Rubruck                         | flamengo                                    | XIII           | Ásia Central |
| Henry Russell                                | irlandês                                    | XIX            | Pirenéus |
| Ahmad ibn Rustah                             | persa                                       | X              | Rússia, Escandinávia, Península Arábica |
| Edward Sabine                                | irlandês                                    | XIX            | Ártico |
| Kira Salak                                   | norte-americano                             | XX/XXI         | Papua-Nova Guiné, Mali, Butão |
| Sándor Kőrösi Csoma                          | húngaro                                     | início do XIX  | Tibete |
| João de Santarém                             | português                                   | XV             | ilhas São Tomé e Príncipe |
| Rabban Bar Sauma                             | turco-mongol                                | XIII           | Europa, Oriente Médio |
| Johann Schiltberger                          | alemão                                      | XV             | Ásia Central |
| Willem Schouten                              | neerlandês                                  | XVII           | Pacífico Sul (Tonga, Wallis e Futuna) |
| Georg August Schweinfur                      | alemão/russo                                | XIX            | África Oriental e Central |
| Frederick Courtney Selous                    | inglês                                      | XIX            | África |
| Robert Falcon Scott                          | inglês                                      | XIX/XX         | Antártica (Polo Sul) |
| Cílax de Carianda                            | grego antigo                                | século VI a.C. | Rio Indo, oceano Índico, mar Vermelho |
| Tibor Sekelj                                 | croata                                      | XX             | Argentina |
| Mirko e Stjepan Seljan                       | croata                                      | início do XX   | Etiópia, América do Sul |
| Symon Semeonis                               | hiberno-normando                            | XIV            | Jerusalém, Albânia |
| Alexandre de Serpa Pinto                     | português                                   | XIX            | África |
| Francisco Serrão                             | português                                   | XVI            | Indonésia |
| Ernest Shackleton                            | britânico                                   | início do XX   | Antártica |
| Eric Shipton                                 | britânico                                   | XX             | Monte Everest, Patagónia meridional |
| Tanaka Shōsuke                               | japonês                                     | XVII           | México |
| Diogo de Silves                              | português                                   | XV             | Açores |
| Pêro de Sintra                               | português                                   | XV             | Costa da África Ocidental, Serra Leoa |
| William Smith                                | britânico                                   | início do XIX  | Ilhas Shetland do Sul |
| J. Dewey Soper                               | canadiano                                   | XX             | Arquipélago Ártico Canadiano |
| Hernando de Soto                             | espanhol                                    | XVI            | América Central, Sul dos Estados Unidos |
| Martim Afonso de Sousa                       | português                                   | XVI            | Interior do Brasil |
| John Hanning Speke                           | britânico                                   | XIX            | África Oriental |
| Hans Staden                                  | alemão                                      | XVI            | Brasil |
| William Grant Stairs                         | canadiano                                   | XIX            | África Central |
| Ed Stafford                                  | britânico                                   | XXI            | Bacia Amazónica |
| Henry Morton Stanley                         | britânico                                   | XIX            | África Oriental |
| Vilhjalmur Stefansson                        | canadiano                                   | XX             | Arquipélago Ártico Canadiano |
| Marc Aurel Stein                             | húngaro/britânico                           | XIX/XX         | Ásia Central |
| John Lloyd Stephens                          | norte-americano                             | XIX            | Oriente Médio, Mesoamérica, civilização maia |
| Paweł Strzelecki                             | [polaco/britânico                           | XIX            | e Americas, Austrália (Gippsland) |
| John McDouall Stuart                         | britânico australiano                       | XIX            | Interior da Austrália |
| Charles Sturt                                | britânico                                   | XIX            | Interior da Austrália |
| Rei Gardar Svavarsson                        | sueco                                       | IX             | Islândia |
| Otto Sverdrup                                | norueguês                                   | XIX/XX         | Ártico |
| Ignacije Szentmartony                        | croata                                      | XVIII          | Rio Amazonas |
| Abel Tasman                                  | neerlandês                                  | XVII           | Australásia, incluindo a Tasmânia |
| António Raposo Tavares                       | português                                   | XVII           | Rio Paraguai, parte dos Andes, rio Grande, rio Mamoré River, rio Madeira River, rio Amazonas (Brasil, Paraguai, Bolívia) União da Bacia do Rio da Prata e rio Amazonas - circum-navegação do Brasil. |
| Jean-Baptiste Tavernier                      | francês                                     | XVII           | Pérsia, Império Mogol |
| Pedro Teixeira                               | português                                   | XVII           | Rio Amazonas |
| Tristão Vaz Teixeira                         | português                                   | XV             | Arquipélago da Madeira |
| Wilfred Thesiger                             | britânico                                   | XX             | África, Oriente Médio |
| David Thompson                               | britânico                                   | XVIII/XIX      | Canadá ocidental, Noroeste Pacífico |
| Yermak Timofeyevich                          | russo                                       | XVI            | Sibéria |
| Guðríðr Þorbjarnardóttir                     | Islândia                                    | c.XI           | América do Norte |
| Harold William Tilman                        | britânico                                   | XX             | Himalaias, Patagónia |
| Yermak Timofeyevich                          | russo                                       | XVI            | Sibéria |
| Tenjiku Tokubei                              | japonês                                     | XVII           | Sudeste Asiático, Índia |
| Eduard Toll                                  | germano-báltico                             | XIX            | Ártico |
| Luis Váez de Torres                          | espanhol                                    | XVI/XVII       | Australásia |
| Nuno Tristão                                 | português                                   | XV             | Costa da África Ocidental, Guiné-Bissau |
| Hasekura Tsunenaga                           | Japanese                                    | XVII           | México, Europa |
| Benjamim de Tudela                           | judeu navarro                               | XII            | Mar Mediterrâneo, Península Arábica, Mar Vermelho, Golfo Pérsico |
| Andrés de Urdaneta                           | espanhol                                    | XVI            | Manila Galleon route |
| Cayetano Valdés                              | espanhol                                    | XVIII          | Noroeste Pacífico |
| George Vancouver                             | britânico                                   | XVIII          | Costa do Pacífico da América do Norte |
| Pierre Gaultier de Varennes                  | francês canadiano                           | XVIII          | ocidente do Canadá |
| Gonçalo Velho                                | português                                   | XV             | Açores |
| Giovanni da Verrazzano                       | italiano                                    | início do XVI  | Costa Leste dos Estados Unidos |
| Amerigo Vespucci                             | italiano                                    | XV/XVI         | costa oriental da América do Sul, Caribe |
| Ruy López de Villalobos                      | espanhol                                    | XVI            | Oceano Pacífico, Filipinas |
| Willem de Vlamingh                           | neerlandês                                  | XVII           | sudeste da costa australiana |
| Maarten Gerritsz Vries                       | holandês                                    | XVII           | Nordeste do Pacífico (Hokkaido, Sacalina) |
| Sebastián Vizcaíno                           | espanhol                                    | XVI            | Noroeste Pacífico, costa da Califórnia |
| Lionel Wafer                                 | galês                                       | fim do XVII    | Arquipélago Malaio, istmo do Panamá |
| Jean-Frédéric Waldeck                        | francês                                     | XIX            | Mesoamérica Civilização maia |
| Thomas Walker                                | britânico                                   | XVIII          | leste dos Estados Unidos |
| Wang Dayuan                                  | chinês                                      | XIV            | Sudeste asiático, Singapura |
| Langdon Warner                               | norte-americano                             | início do XX   | Rota da Seda |
| Alfred Wegener                               | alemão                                      | início do XX   | Gronelândia |
| Charles Wilkes                               | norte-americano                             | XIX            | Oceano Pacífico |
| Harry de Windt                               | francês                                     | XIX/XX         | Eurásia |
| Ferdinand von Wrangel                        | germano-báltico                             | XIX            | norte da Rùssia |
| Xuanzang                                     | chinês                                      | VII            | subcontinente indiano, Ásia Central |
| John Young                                   | britânico                                   | XVIII          | Havaí |
| Sir Francis Younghusband                     | britânico                                   | XIX/XX         | Ásia Central |
| João Gonçalves Zarco                         | português                                   | XV             | Ilhas da Madeira |
| Zhang Qian                                   | chinês                                      | II a.C.        | Ásia Central |
| Zheng He                                     | chinês                                      | XV             | Ásia Meridional, Sudeste Asiático, Oriente Médio, costa da África Oriental |